# HOS (企業)
HOS株式会社（ホス）は、大阪府東大阪市に本部を置く、近畿圏にてスポーツ・カルチャー事業を行っている会社である。2020年8月より株式会社東大阪スタジアムからHOS株式会社へ社名変更を行った。
不動産マネジメントを行うグループ会社である天正株式会社と「HOSグループ」を組成し、フィットネスクラブ、水泳・テニス・体操等ジュニアスクールなどの直営事業、公共や大学の体育施設等の管理運営受託事業（指定管理者制度によるものを含む）を展開しており、2024年4月時点での支店舗数は45施設（直営24施設・受託等21施設）となっている。
HOSという名称は心のこもった『おもてなし』HOSPITALITYの意味がこめられている。

## 略歴
1960年に親会社となる不動産会社・天正株式会社が設立され、その4年後に同社初となるスポーツ施設「東大阪ボウリングセンター」をオープン。
以後、東大阪市内でボウリング、スイミング、テニス、ローラースケートの施設を管理・運営。1981年にこれらのスポーツ施設部門を独立させた子会社として東大阪スタジアム(現HOS株式会社)が設立された。
以後、フィットネスクラブ、体操、フットサル、ゴルフ、カルチャースクールなどの施設を管理・運営。2010年に東大阪アリーナの指定管理者に選定されるなど、幅広いスポーツ施設運営実績を活かして東大阪市のほか名張市など17の公営スポーツ施設等の指定管理者、ならびに東大阪市花園ラグビー場・向島テニスコートなどの管理業務受託を行うようになった。
また、2018年からは関西初（日本3校目）となる「FCバルセロナスクール奈良校」の運営協力を開始した。

## 概要
近畿圏で運動＆文化施設のトータルプロデュースを行う企業。「健康と快適」をテーマに最高のHOSPITALITYを提供することを目的としている。

## 事業内容
- 成人向けフィットネスクラブ（5店舗）
- ジュニアスクール（スイミング・体操・テニス・フットサル・ゴルフ・バスケットボール・陸上）
- カルチャースクール
- 指定管理施設受託
- 管理業務受託

## 新卒採用実績
※2018年以降
　2018年　7名
　2019年　12名
　2020年　12名
　2021年　3名
　2022年　6名　2023年　6名　2024年　9名

## 沿革
1960年天正株式会社設立
1964年「東大阪ボウリングセンター」開設
1967年「ローラー東大阪（ローラースケート場）」開設
1972年「東大阪108ボウル」開設
1976年「株式会社東大阪スタジアム」設立
1977年「HOS 小阪スイミングクラブ」開設
1979年「HOS 小阪テニスクラブ」開設
1980年「おぐらスイミングスクール」開設
1988年「HOS ボウリングスペースhit」開設（東大阪108ボウルを継承）
「スポーツスペースOGURA」開設（おぐらスイミングスクールを継承）
1990年「HOS ゴルフスペース向島」開設
1991年「HOS 小阪テニスクラブ」ドーム型施設新築移転
1992年社員寮スタジアムハイツ新築
1996年「フットサル八戸ノ里」開設
1999年社員寮スタジアムハイツ新棟新築
2002年「HOS 小阪カルチャースクール」開設
2003年「HOS 小阪スイミングクラブ」新棟新築移転
2006年「HOS 小阪フィットネスクラブ」開設
指定管理施設「スポーツホールかがやき」受託開始
2007年
グループ会社組織改革を実施（各々別法人であったスポーツ関係事業所を株式会社東大阪スタジアムへ統合）
「小阪テニスクラブ」リニューアルオープン
2008年「[HOS OGURA」開設（スポーツスペースOGURAを継承）
2009年「HOS 小阪ゴルフクラブ」開設 :「カフェ・ド・クリエHOS小阪店」開設
「HOS フットサル小阪」開設（フットサル八戸ノ里を継承）
「HOS スーパーボウル名張」開設
2010年指定管理施設「東大阪市立総合体育館（東大阪アリーナ）」受託開始
2011年「HOS 花園スタジアム」開設
2012年指定管理施設「名張市総合体育館（名張アリーナ）」他11施設受託開始
2013年「HOS 南千里スポーツクラブ」開設
2015年指定管理施設「生駒北スポーツセンター」受託開始
ネーミングライツにより「HOS生駒北スポーツセンター」に名称変更
ネーミングライツにより「HOS名張アリーナ」に名称変更
2016年指定管理施設「ウェルネスフォレスト三日市」受託開始:指定管理施設「河内長野市立三日市市民ホール」受託開始:業務受託施設「東大阪市花園ラグビー場」受託開始
業務受託施設「立命館大学キャンパス内体育施設（3キャンパス）」受託開始

「立命館大学BKCスポーツ健康コモンズ」管理業務受託開始
2017年「HOS 向島テニスコート」管理業務受託開始
2018年指定管理施設「東大阪市立東体育館・市民ふれあいホール」受託開始
2019年
「HOS 登美ヶ丘体操教室」開設
「ライフスペースHOS三日市」開設
2020年
　  「HOS株式会社」へ社名変更
「HOS NABARI」開設（旧スーパーボウル名張施設内へ体操教室・フィットネス施設開設）
「HOS 天理体操教室」開設
指定管理施設「東大阪市花園ラグビー場」受託開始
指定管理施設「東大阪市市民美術センター」受託開始
指定管理施設「東大阪市立児童文化スポーツセンター（ドリーム21）」受託開始
2021年
「HOS 大和高田体操教室」開設
「HOS 茨木体操教室」開設
「HOS 体操教室学園前校」開設
「HOS 体操教室高槻校」開設
2022年
指定管理施設「東大阪市立ウィルチェアスポーツコート」受託開始
「HOS 布施スポーツクラブ」開設　
「HOS 体操教室六地蔵校」開設
「HOS 花園スポーツスクエア」開設
「HOS 体操教室花園スポーツスクエア校」開設

2023年
「HOS 体操教室泉北原山台校」開設　
「HOS 体操教室新金岡校」開設
「HOS 体操教室松原校」開設
「HOS 体操教室大日校」開設
指定管理施設「東大阪市花園中央公園」受託開始
指定管理施設「東大阪市立稲葉市民広場」受託開始
指定管理施設「東大阪市立石切市民広場」受託開始
指定管理施設「東大阪市立池島市民広場」受託開始
2024年
指定管理施設「大阪市立住吉スポーツセンター・屋内プール」受託開始　
指定管理施設「大阪市立阿倍野スポーツセンター」受託開始
指定管理施設「大阪市立西淀川スポーツセンター」受託開始

## 現在の直営・管理施設一覧

### 直営施設
大阪府東大阪市
- HOS 小阪フィットネスクラブ
- HOS 小阪テニスクラブ
- HOS 小阪ゴルフクラブ
- HOS フットサル小阪
- HOS 小阪スイミングクラブ
- HOS 小阪カルチャースクール
- HOS 小阪体操教室
- HOS ボウリングスペースHit
- HOS 花園スタジアム
- HOS 布施スポーツクラブ
- HOS 花園スポーツスクエア
- HOS 体操教室花園スポーツスクエア校

#### 大阪府吹田市
- HOS 南千里スポーツクラブ

#### 大阪府茨木市
- HOS 茨木体操教室

#### 大阪府高槻市
- HOS 体操教室高槻校

#### 大阪府堺市
- HOS 体操教室泉北原山台校
- HOS 体操教室新金岡校

#### 大阪府松原市
- HOS 体操教室松原校

#### 大阪府門真市
- HOS 体操教室大日校

#### 京都府京都市
- HOS 体操教室六地蔵校

#### 京都府宇治市
- HOS OGURA
- HOS ゴルフスペース向島

#### 奈良県奈良市
- HOS 体操教室学園前校

#### 奈良県天理市
- HOS 天理体操教室

#### 奈良県大和高田市
- HOS 大和高田体操教室

#### 三重県名張市
- HOS NABARI

### 指定管理受託施設
- 東大阪市立総合体育館（東大阪アリーナ）
- 東大阪市立東体育館
- 東大阪市立市民ふれあいホール
- 東大阪市立スポーツホールかがやき
- 東大阪市花園ラグビー場
- 東大阪市立ウィルチェアスポーツコート
- 東大阪市民美術センター
- 東大阪市立児童文化スポーツセンター（ドリーム21）
- 東大阪市花園中央公園
- 東大阪市立稲葉市民広場
- 東大阪市立石切市民広場
- 東大阪市立池島市民広場
- 大阪市立住吉スポーツセンター・屋内プール
- 大阪市立阿倍野スポーツセンター
- 大阪市立西淀川スポーツセンター

### 業務受託施設
- 立命館大学大阪いばらきキャンパス体育施設（体育館及びトレーニングジム）
- 立命館大学京都衣笠キャンパス体育施設（体育館及びトレーニングジム）
- 立命館大学びわこくさつキャンパス体育施設（体育館及びトレーニングジム）
- 立命館大学BKCスポーツ健康コモンズ（体育館及びトレーニングジム）
- HOS 向島テニスコート

## 産学連携（近畿大学経営学部）
近畿大学（経営学部経営学科）への委託研究
「研究名称：近畿大学生に向けた近鉄八戸ノ里駅周辺地域の周知手法に関する研究」

## COI連携（立命館大学スポーツ健康科学部）
立命館大学を中核機関とする「運動の生活カルチャー化により活力ある未来をつくるアクティブ・フォー・オール拠点」として、スマートウェアや指向性スピーカーのスポーツ現場での活用の為の場所の提供及び運動誘導・継続につなげる方法の提案を行っている。
また、立命館大学スポーツ健康科学部手動の活動に運動指導者の派遣や運動プログラムを提供している。

## スポーツ実業団活動

### クラシックベンチプレス（HOS所属：東坂康司）
（主な実績）

・2006年 世界ベンチプレス選手権 2位

・2014年 アジアクラシックベンチプレス選手権 優勝

・2016年 世界クラシックベンチプレス選手権 優勝

・2017年 世界クラシックベンチプレス選手権 2位

・2003年・2006年・2010-16年 ジャパンクラシックベンチプレス選手権 優勝

・2013年 ベンチプレス世界オーバーオールランキング 1位

### バスケットボール
（主な実績）

・プロ選手輩出(8名)

・プロコーチ輩出(2名)

・近畿実業団バスケットボール選手権　8位

・第50回全日本実業団バスケットボール選手権大会　出場

・第4回大阪府社会人バスケットボール選手権　第3位

・第4回全日本社会人バスケットボール選手権　ベスト8

### テニス
（主な実績）
HOSテニス実業団チーム 平成29年度全国実業団対抗テニストーナメント関西予選 第3位
HOSテニス実業団チーム 第32回全国実業団対抗テニストーナメントA大会関西地区予選 優勝
HOSテニス実業団チーム 第57回全国実業団対抗テニストーナメント関西地区予選 第3位

### 競泳
（主な実績）
マスターズ水泳世界記録樹立

#### ボウリング（HOS所属：竹内昭子プロ32期№328）
・2000年　第21回全日本ミックスダブルス　2位

・2000年　第23回JLBCプリンスカップ2位

・2000年　第32回全日本女子選手権　優勝

・2001年　第33回全日本女子選手権　優勝

・2004年　第27回イーグルクラシック　2位

・2004年　第25回全日本ミックスダブルス　2位

・2008年　第24回六甲クイーンズOP　2位

## 参考サイト
- HOS株式会社 ウェブサイト
- 各施設 ウェブサイト
- リクナビ2022 HOS株式会社ページ
- HOS TENNIS ポータルサイト
- HOS実業団バスケットボールチーム Facebook
- HOS OGURA Facebook
- HOS小阪スイミングクラブ Facebook
- COI Team 研究成果展開事業 センター・オブ・イノベーションプログラム ウェブサイト
- 商経学叢第61巻第1号2014年7月 「近畿大学における地域密着型PBLの実施と評価」